# Nicolae Neagoe
Nicolae Neagoe (2 de agosto de 1941-29 de abril de 2023) fue un deportista rumano que compitió en bobsleigh en las modalidades doble y cuádruple.
Participó en los Juegos Olímpicos de Grenoble 1968, obteniendo una medalla de bronce en la prueba doble. Ganó cinco medallas en el Campeonato Europeo de Bobsleigh entre los años 1967 y 1970.

## Palmarés internacional
| Juegos Olímpicos   | Juegos Olímpicos           | Juegos Olímpicos  | Juegos Olímpicos |
| Año                | Lugar                      | Medalla           | Prueba           |
| ------------------ | -------------------------- | ----------------- | ---------------- |
| 1968               | Grenoble (Francia)         | Medalla de bronce | Doble            |
| Campeonato Europeo |                            |                   |                  |
| Año                | Lugar                      | Medalla           | Prueba           |
| 1967               | Igls (Austria)             | Medalla de oro    | Cuádruple        |
| 1967               | Igls (Austria)             | Medalla de plata  | Doble            |
| 1968               | Sankt Moritz (Suiza)       | Medalla de plata  | Cuádruple        |
| 1969               | Cervinia (Italia)          | Medalla de plata  | Cuádruple        |
| 1970               | Cortina d'Ampezzo (Italia) | Medalla de bronce | Cuádruple        |